# Coniceromyia costaricana
Coniceromyia costaricana är en tvåvingeart som beskrevs av Borgmeier 1950. Coniceromyia costaricana ingår i släktet Coniceromyia och familjen puckelflugor.
Artens utbredningsområde är Costa Rica. Inga underarter finns listade i Catalogue of Life.